# Luther Márton 95 tétele

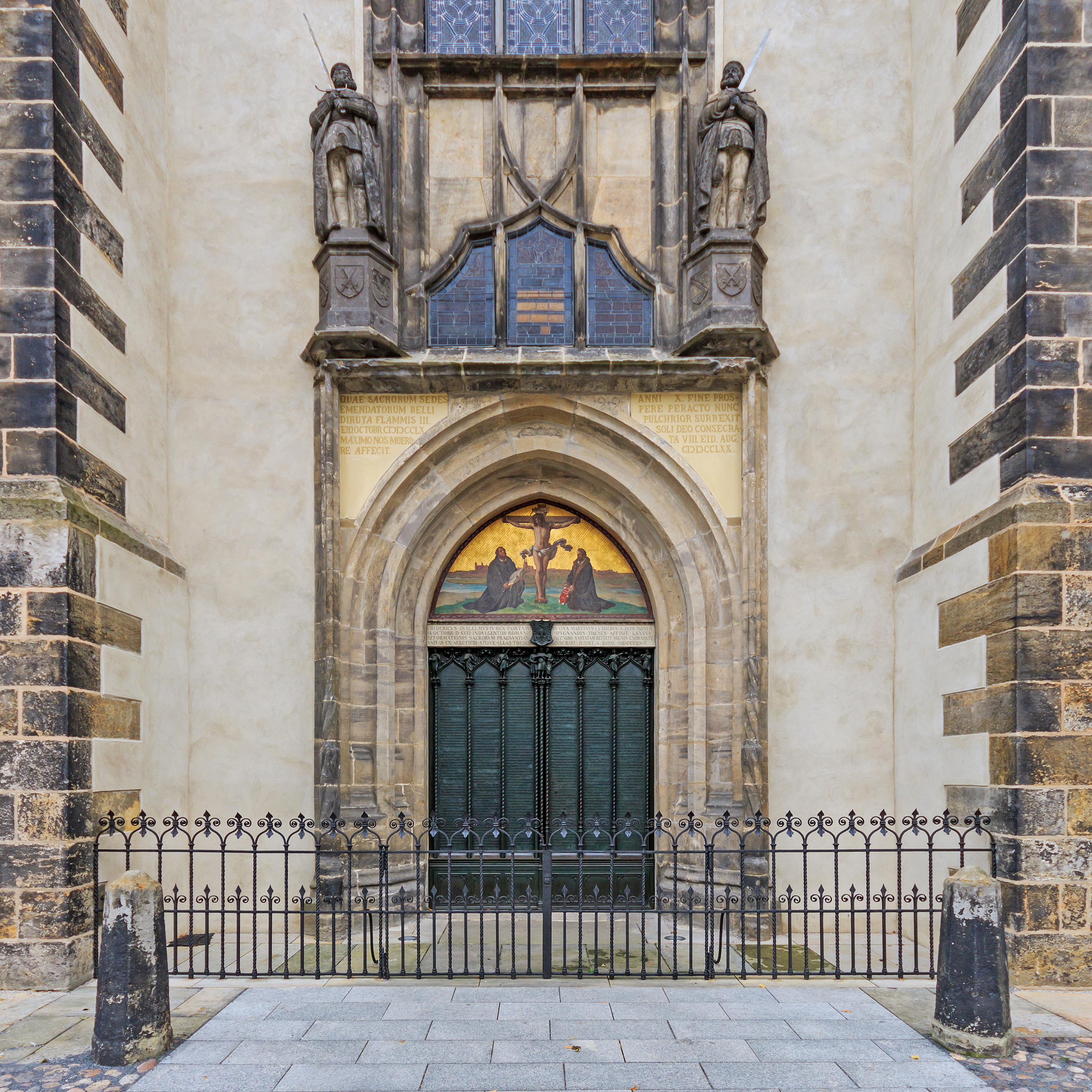
A vártemplom ún. Tételkapuja ma, Lutherstadt Wittenbergben

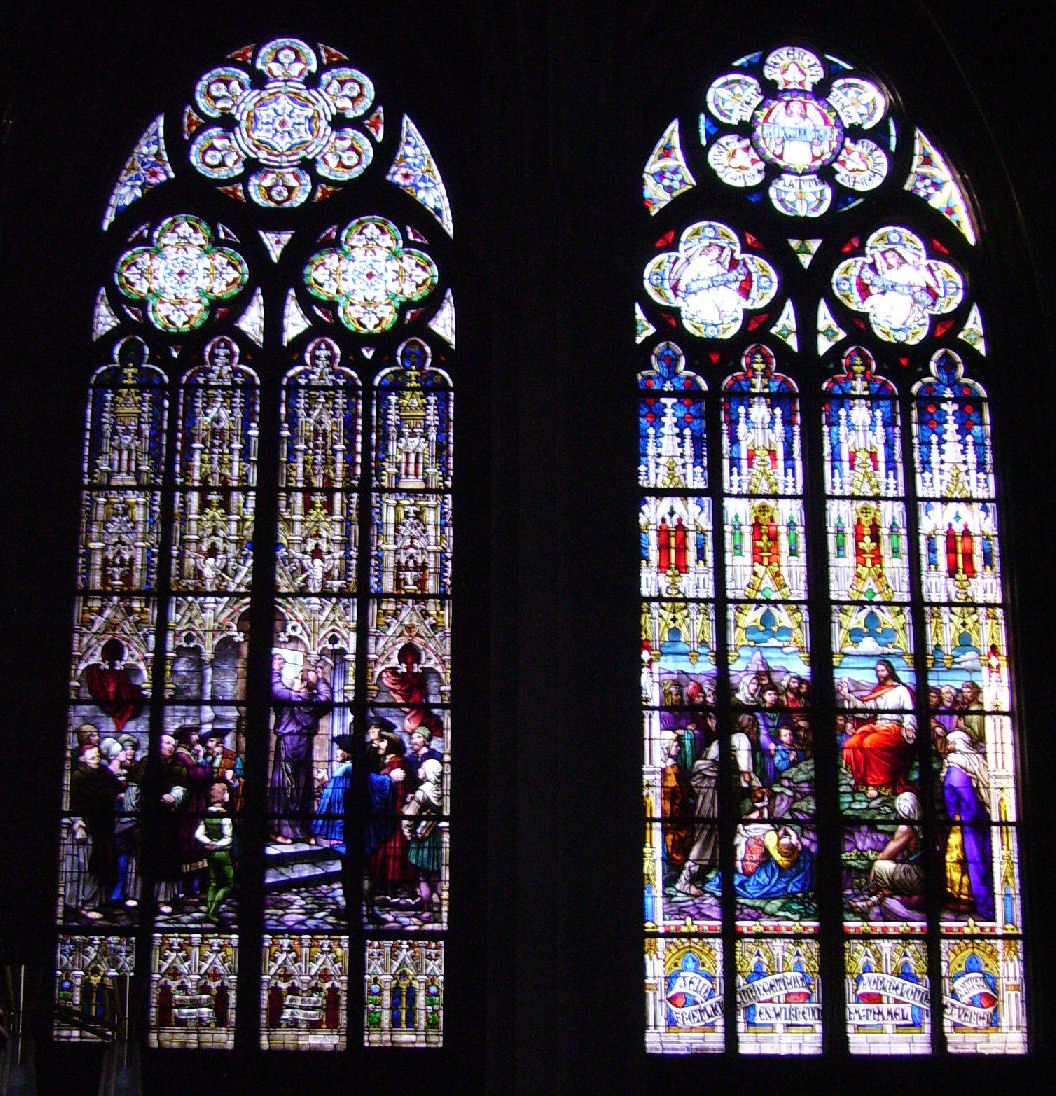
A nevezetes kiszegezést ábrázoló ólomablakok, Speyer emléktemplomán

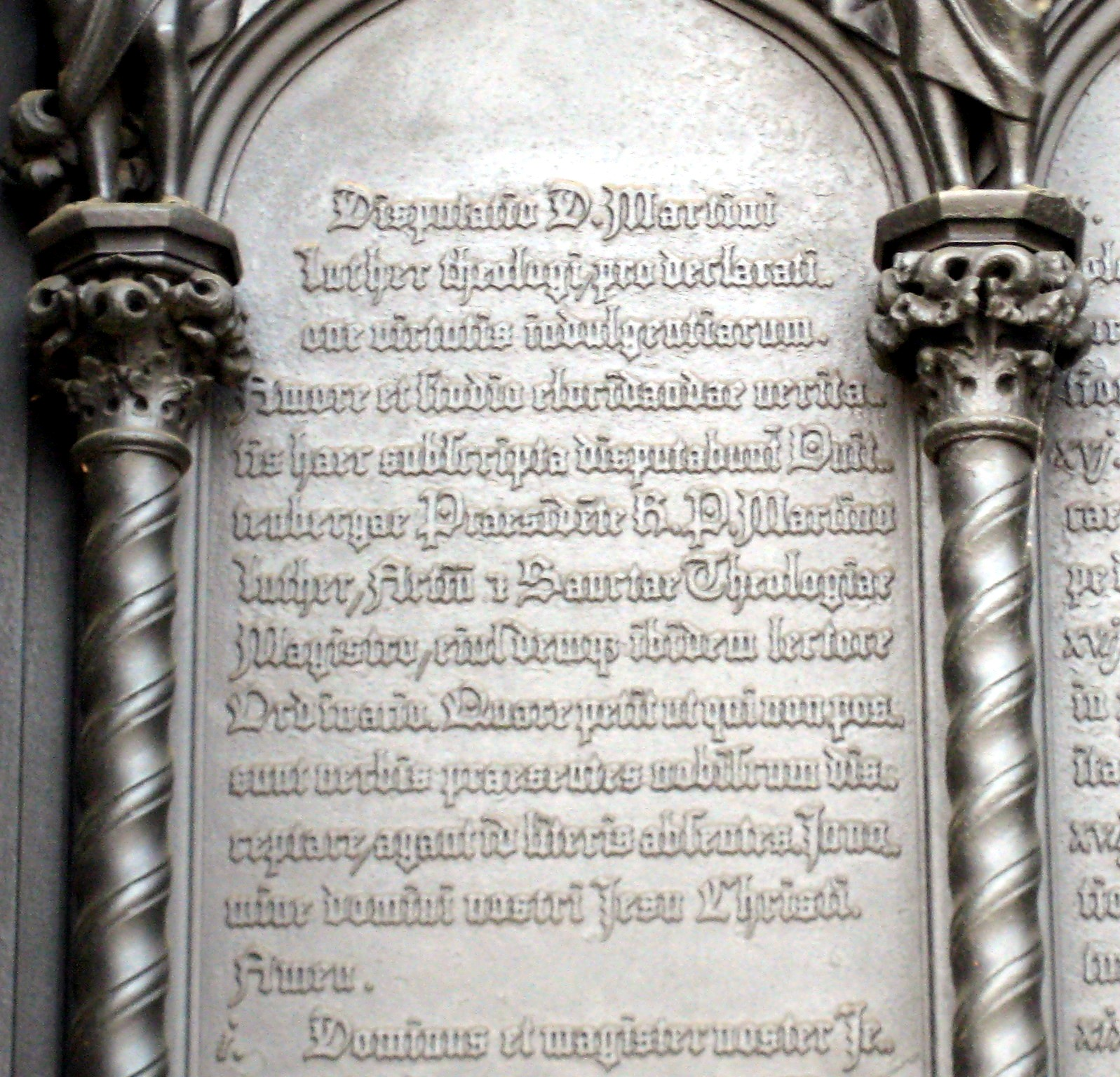
A 95 tétel a vártemplom portálján, Wittenberg

Luther Márton 1517-ben írt vitaindító dokumentumát „95 tétel” megnevezéssel a protestáns reformáció kirobbantójaként tartják számon. Vitaindító központi téma a megtérés, a bűnbánat, és hogy az egyház igazi kincse az evangélium. Ilyen biblikus alapokról közelíti meg az akkoriban igen aktuális kérdést, a búcsúcédulák árusítását, és hogy a püspököknek és a pápának mire lehet és mire nem lehet hatásköre.
Levelezésekből tudjuk, hogy a 95 tétel keletkezése idején, a kezdetekben Luthertől távol állt bárminemű szakadás gondolata. Luther és környezete által kezdeményezett teológiai viták végül mégis elvezettek a nyugati kereszténység ma is fennálló felekezeti megosztottságához. Protestáns oldalon az összlétszámában legnagyobb két felekezet az evangélikus és a református.

## Keletkezése és terjedése
A 95 tétel keletkezése formailag egy alkalmi tiltakozás egy akkor aktuális kérdés kapcsán.
A 95 tétel keletkezése tartalmilag viszont messze túlmutat egy alkalmi tiltakozáshoz szükséges érvek gyors, alkalmi összeállításán. A 95 tétel ereje éppen abban van, hogy csak formailag egy alkalmi tiltakozás, de tartalmilag közzéteszi Luther rendszeres teológiai felismeréseit, lásd részletesebben az életrajzban.
Philipp Melanchthon írása szerint Luther 1517. október 31-én a wittenbergi Schlosskirche (vártemplom) kapujára szögezte ki a 95 tételt. Ezt néhány tudós megkérdőjelezte, mert korabeli feljegyzés nem létezik róla, ez a hirdetésmód azonban szokásban állt már a korabeli egyetemeken is, és a templomajtók afféle hirdetőtáblaként funkcionáltak akkoriban is és ma is. Egy nemrég megtalált írás, Georg Rörer, Luther titkárának feljegyzése megerősíteni látszik a közismert történetet.
Luther a biblikus alapokra helyezett kritikájával és reform gondolataival első lépésben a klérushoz fordult, de érdemi eredmény nem született. Luther ezek után kezdte nyilvánosabban terjeszteni a gondolatait, először a 95 tétel formájában, amit Nürnbergben, Lipcsében és Bázelben ki is nyomtattak. Ezt számos röpirat követte Luther, környezete és vitapartnereik tollából.
A kinyomtatott röplapok jelentős részét kereskedők és utazók a saját útjuk során terjesztették. Így nemsokára az egész Németországban és határain túl is ismertté váltak. Európa népét nem érte váratlanul a 95 tétel tartalma, mert az azt megelőző korszakban már voltak biblikus és hitvalló alapon álló ébredési kísérletek. A reformáció igénye benne volt a levegőben, csak a megfelelő rendszeres teológiai alapozás hiányzott. Luther ezt dolgozta ki. Így igen rövid idő alatt földrajzilag is és társadalmilag is széles körben elterjedt, nagy népszerűségre tett szert minden társadalmi rétegben.
1520 júniusában X. Leó pápa kiadott egy enciklikát, az Exsurge Domine kezdetűt, melyben kiközösítette Luthert az egyházból, elítélte a tételeit, elrendelte könyveinek megsemmisítését.

## Tartalmi kerete és alapja

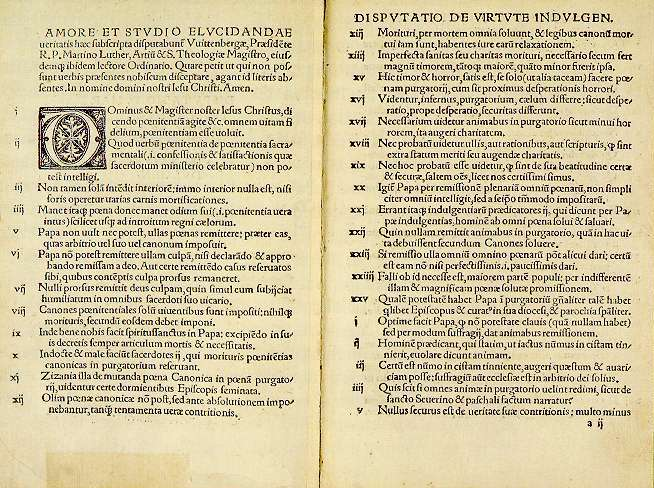
A 95 tétel másolata a wittenbergi vártemplomban

A 95 tétel nem 95 hosszan kifejtett különböző tétel, hanem többsége egyetlen hosszabb mondat, némelyik tétel esetleg két-három mondat. A tételek nem önállóak, hanem feltételezik, hogy az adott sorrendben olvassák őket, és az egyes tételeken a környező tételekhez viszonyítva gondolkodnak, vitatkoznak.
A bevezető egy tipikus hirdetési, ügyrendi szöveg: „Az igazság kiderítése és igyekezetétől indítva, megvitatásra kerülnek az alábbi tételek Wittenbergben, tisztelendő Luther Márton atya … … … elnökletével. Ezért kéri, hogy akik nem jelenhetnek meg ezeket velünk élőszóban megvitatni, tegyék meg távolból, írásban.”
A tartalmi keretet az első tételben idézett megtérési felhívás és az utolsó tétel utáni biblikus záradék adja.
Az első tétel a Máté evangéliuma 4. részének 17. verséből („Ettől fogva kezdte Jézus hirdetni: Térjetek meg, mert elközelített a mennyek országa”) idézi, hogy „Térjetek meg!”.
Az utolsó tétel utáni biblikus záradék pedig: „Mert más alapot senki sem vethet a meglevőn kívül, mint a Jézus Krisztus”, ami Pál első korinthusi levele 3. részének 11. verse. És végül a gyakran alkalmazott Soli Deo gloria (legtöbbször csak: S. D. G.), azaz „Egyedül az Istené a dicsőség”.
A tartalmi keret, a tartalmi váz, minden egyes korban húsba-vágó kérdésként, az adott kor nem-hívő hatalmasságainak érdekeit is súlyosan sérti.
A nyitásként elhangzó „Térjetek meg” sem könnyű falat, mert „Azt a törvényt találom tehát magamban, hogy – miközben a jót akarom tenni – csak a rosszat tudom cselekedni. Mert gyönyörködöm az Isten törvényében a belső ember szerint, de tagjaimban egy másik törvényt látok, amely harcol az értelmem törvénye ellen, és foglyul ejt a bűn tagjaimban lévő törvényével. Én nyomorult ember! Ki szabadít meg ebből a halálra ítélt testből?” (Pál levele a rómaiakhoz 7. fejezetének 21–24. verse)
A középkori kiváltságok világában új hangot jelentett a tételek szava, amikor minden ember Isten előtti egyenlőségét hirdette. Isten maga adja a bűnbocsánatot. Ezek a szentírási igazságok hosszú időszakon át nem voltak hallhatók az egyházban, helyettük a pápai hatalomról szóló tanítást hirdették.
Luther a Szentírás középponti tanításának védelmében lépett fel. Az 5. tétel kimondja: A pápa nem enged és nem is engedhet el semmiféle büntetést, csak azt, amit maga, vagy a kánonok rendelkezése alapján kiszabott. 
A búcsúcédulák árusítása csak a jéghegy csúcsa. Maga a 95 tétel látszólag főleg ezzel foglalkozik. A 6. tétel szerint: A pápa nem bocsáthat meg egy vétket sem, legfeljebb kihirdetheti és megerősítheti Isten bocsánatát. Ezzel Luther máris ellent mondott a búcsú fogalmának, a pápai büntetés-elengedések elméletének.
A pápa nem gazdálkodhat Krisztus és a szentek kincstárával s nem adományozhatja azokat senkinek sem. A bibliai és apostoli bűnbocsánat minden emberi közbenjárás nélkül,
pápai hatalom nélkül hirdette Isten bűnbocsánatáról szóló evangéliumot. Istennek ez a kegyelmes üzenete, igéje az, ami hirdeti a bűnbocsánatot. A 62. tétel így szól:
Az egyház kincse valójában Isten dicsőségének és kegyelmének szent evangéliuma. Ebben a vallástételben éri el a 95 tétel csúcspontját. Itt találta meg Luther a keresztyén hit és élet középpontját, és egyben itt vált nyilvánvalóvá a kibékíthetetlen ellentét is a magát Isten hatalmába helyező pápaság és a Szentíráshoz való hűség között. 

## A tételek
1. Amikor Urunk és Mesterünk, Jézus Krisztus azt mondta: „Térjetek meg!” – azt akarta, hogy a hívek egész élete bűnbánatra térés legyen.
2. Ezt az igét nem vonatkoztathatjuk a bűnbánat szentségi gyakorlására, azaz a bűnvallásra és a jóvátételre, ami a papok közreműködésével történik.
3. De nem is vonatkoztathatjuk kizárólag csak a belső bűnbánatra, mert a szív töredelme mit sem ér, ha nem hozza magával külsőleg a bűnös mivoltunk elleni sokoldalú halálos küzdelmet.
4. Ez a gyötrődő küzdelem tehát mindaddig tart, míg az ember gyűlöli vétkes önmagát (ez az igazi belső bűnbánat), vagyis a mennyek országába való bemenetelig.
5. A pápa nem akar senkit mentesíteni és nem is mentesít a jóvátevő bűnhődéstől, hanem csak attól, amit saját illetékességében vagy az egyházi jogszabályok szerint maga rótt ki.
6. A pápa nem bocsáthat meg másként egyetlen vétket sem, csak azáltal, hogy azt Istentől megbocsátottnak jelenti ki és fogadja el. Viszont kétségkívül megbocsáthatja az ő számára fenntartott eseteket: ezek semmibevétele esetén a vétkesség kétségkívül megmarad.
7. Isten senkinek nem bocsátja meg vétkét anélkül, hogy egyszersmind alá ne vetné a megalázkodót mindenben a helyette eljáró papnak.
8. A bűnbánati egyház-jogszabályok csak az élőkre érvényesek, és azok szerint haldoklókra semmit sem szabad kiróni.
9. Ennélfogva jót tesz velünk a Szentlélek a pápa által, mikor (a pápa) a rendelkezéseiben mindig kivétellé teszi a halál óráját és a szükséghelyzetet.
10. Képzetlenül és hibásan járnak el azok a papok, akik a haldoklóktól egyházjogszabály szerinti bűnbánati teljesítményt követelnek a purgatóriumban.
11. Bizonyosnak tűnik, hogy azt a konkolyt, hogy az egyházjog szerinti jóvátevő bűnhődést át lehet változtatni purgatóriumbeli bűnhődésre, akkor hintették el, mikor a püspökök aludtak.
12. Régente az egyház által meghatározott büntetéseket nem a feloldozás után, hanem a feloldozást megelőzően szabták ki, hogy ezzel próbára tegyék a töredelem őszinte voltát.
13. A haldoklók halálukkal mindenért megfizetnek, és az egyházjogi szabályok számára már halottak, joggal illeti meg őket az azoktól való feloldás.
14. A haldoklóban lelki épségének és szeretetének tökéletlensége szükségképpen nagy félelmet támaszt, annál nagyobbat, minél tökéletlenebb volt.
15. Ez a félelem és borzadás magában is elég (hogy mást ne mondjak) a purgatóriumi szenvedést előidézni, mivel a reménytelenség borzalmával határos.
16. Láthatjuk, hogy a pokol, a purgatórium és menny úgy különbözik egymástól, mint reményvesztés, a kétséggel küzdés és a biztonság.
17. Látható, hogy a lelkeknek a purgatóriumban arra van szükségük, hogy mind félelmük fogyjon, mind szeretetük szaporodjék.
18. Nem látszik bizonyítottnak sem érvekkel sem szentírási helyekkel, hogy (a purgatóriumban lévő lelkek) kívül lennének a szeretetet kiérdemlő vagy azt fokozó állapoton (Isten irgalmán).
19. De az sem látszik bizonyítottnak, hogy legalábbis mindnyájan biztosak és biztonságban vannak boldogságra jutásuk felől, jóllehet mi ebben teljesen bizonyosak vagyunk.
20. Tehát a pápa a minden bűnhődés teljes elengedésén nem egyszerűen minden bűnhődés elengedését érti, hanem csak az általa kiróttét.
21. Tehát tévednek azok a búcsúhirdetők, akik azt mondják, hogy a pápa bűnhődés elengedése ez embert minden bűnhődéstől feloldja és megmenti.
22. Éppenséggel semmit nem enged el a purgatóriumban levő lelkeknek, amit ebben az életben kellett volna az egyházi jogszabályok szerint teljesíteniük.
23. Ha valaki egyáltalán megkaphatja minden bűnhődése valamilyen elengedését, akkor biztos, hogy ezt csak a legtökéletesebbek kaphatják meg, tehát igen kevesen.
24. Természetesen az emberek legnagyobb részét becsapják, amikor nagy hanggal, minden megkülönböztetés nélkül ígérik meg nekik a bűnhődés feloldását.
25. Amilyen hatalma van a pápának a purgatórium felett, ugyanolyan hatalma van bármely püspöknek vagy lelkésznek a maga püspökségében, illetve gyülekezetében.
26. Nagyon jól teszi a pápa, hogy a (purgatóriumban lévő) lelkeknek nem a kulcsok hatalmával ad elengedést, (amivel (ott) nem rendelkezik), hanem közbenjáró könyörgés által.
27. Emberi balgaságot hirdetnek, amikor azt mondják, hogy mihelyt a ládába dobott pénz megcsörren, a lélek azonnal a mennybe száll.
28. Csak annyi bizonyos, hogy a ládában megcsörrenő pénz által nagyra nőhet a haszonlesés és a kapzsiság. Az egyház közbenjáró szolgálatának eredményessége azonban egyedül Isten jó tetszésétől függ.
29. Ki tudja, hogy vágyódik-e minden purgatóriumban lévő lélek arra, hogy őt onnan kiváltsák? A legenda szerint sem Szeverinusz, sem Paszkálisz (pápák) nem igényelték ezt.
30. Senki sem biztos a maga töredelmének valódisága felől, még kevésbé a következmény: a teljes elengedés felől.
31. Amilyen ritka az igazán bűnbánó ember, épp olyan ritka az igazán elengedést nyerő, vagyis nagyon ritka.
32. Örök büntetést kapnak tanítóikkal együtt, akik a búcsúcédulákkal biztonságban hiszik magukat az üdvösségük dolgában.
33. Nagyon kell óvakodnunk azoktól, akik azt mondják, hogy a pápának azok az elengedései (azaz búcsúi) Istennek ama fölbecsülhetetlen ajándék, amely által rendbe jön az ember dolga Istennel.
34. Ugyanis a búcsúnak ez a kegyelme csak a bűnbánat szentségével (és) ember által kiszabott jóvátevő bűnhődésre vonatkozik.
35. Nem keresztyénséget prédikálnak, akik azt tanítják, hogy aki lelkeket akar kiváltani vagy gyónási kiváltságot vásárolni, annak nincs szüksége töredelemre.
36. Minden igazán szívén talált keresztyén részesül a bűnhődésnek és a vétkességnek teljes elengedésében búcsúcédula nélkül is.
37. Aki csak igazi keresztyén, akár élő, akár halott, az részese Krisztus és az anyaszentegyház minden kincsének, s ezt Isten adta néki, búcsúcédula nélkül is.
38. A (bűnhődés) pápai elengedését és a (kegyelemben) részesítést mégsem szabad semmiképpen sem megvetni, mert az (mint mondtam) az isteni elengedés kinyilvánítása.
39. A legképzettebb teológusnak is igen nehéz egyszerre megtapasztalnia a nép előtt a bőséges búcsút és az igaz töredelmet.
40. Az igazi töredelem keresi és szereti a bűnhődést, viszont a búcsú bősége elkényelmesít és a bűnhődést gyűlöletessé teszi, legalábbis esetenként.
41. Óvatosan kell az apostoli (azaz pápai) búcsút prédikálni, nehogy a nép félreértse és elébe helyezze azt a szeretet jó cselekedeteinek.
42. Arra kell tanítani a keresztyéneket, hogy a pápa véleménye szerint a búcsúvásárlás semmilyen tekintetben nem állítható egy sorba az irgalmasság cselekedeteivel.
43. Arra kell tanítani a keresztényeket, hogy jobb dolgot tesz, aki a szegénynek ad, vagy a rászorulónak kölcsönöz, mint hogyha búcsút vásárol.
44. Ugyanis a szeretet cselekedete által nő a szeretet és javul az ember, de a búcsú által nem lesz jobb, csak a bűnhődéstől mentesebb.
45. Arra kell tanítani a keresztyéneket, hogy aki látja a rászorulót és azt elhanyagolva búcsúra költ, az nem a pápa elengedését szerzi meg, hanem Isten rosszallását.
46. Arra kell tanítani a keresztyéneket, hogy – hacsak nem dúskálnak a fölöslegben – mindazt, ami az élet fönntartásához szükséges, tartsák kötelességüknek házuk népe javára fordítani és semmiképp se pazarolják búcsúkra.
47. Arra kell tanítani a keresztyéneket, hogy a búcsúvásárlás nem parancsolat, hanem szabad döntés dolga.
48. Arra kell tanítani a keresztyéneket, hogy a pápa a búcsúban való részesítéssel inkább az őérte való áhítatos imádkozást akarja elérni sem mint a készpénzt, mert az előbbire nagyobb szüksége van.
49. Arra kell tanítani a keresztyéneket, hogy a pápa búcsúi akkor hasznosak, ha nem beléjük vetjük bizalmunkat. Viszont nagyon ártalmasak, ha általuk elvész az istenfélelmünk.
50. Arra kell tanítani a keresztyéneket, hogy ha a pápa tudna a búcsúhirdetők zsarolásairól, azt akarná, hogy inkább égjen porig Szent Péter bazilikája, mint azt, hogy juhainak bőréből, húsából és csontjából épüljön fel.
51. Arra kell tanítani a keresztyéneket, hogy a pápa, ha szükséges volna, kész lenne (ahogy illik) még Szent Péter bazilikájának eladása árán is saját pénzéből segíteni azokat, akiknek legtöbbjétől némely búcsúhirdetők kicsalják a pénzüket.
52. Hiábavaló a búcsúcédulák alapján bízni az üdvösségben, még ha a búcsúmegbízott, sőt akár a pápa a saját lelkével kezeskednék is érte.
53. Krisztus és a pápa ellenségei azok, akik a búcsú hirdetése miatt Isten igéjét más templomokban teljesen elnémítják.
54. Jogsérelem éri Isten igéjét, ha ugyanabban a prédikációban ugyanannyi vagy több időt szentelünk a búcsúnak, mint Isten igéje hirdetésének.
55. A pápa gondolata szükségképpen az, hogy ha a csekély értékű búcsút egy haranggal, egy díszfelvonulással és egy szertartással ünneplik, akkor az evangéliumot, ami a legnagyobb dolog, száz haranggal, száz díszfelvonulással, száz szertartással kell hirdetni.
56. Az egyház kincse, amelyből a pápa búcsúkat engedélyez, nincs eléggé megnevezve, és Krisztus népe nem is ismeri azt.
57. Nyilvánvaló, hogy itt nem mulandó javakról van szó, mert azokat sok egyházi szónok nem egykönnyen osztogatja, hanem inkább gyűjti.
58. De nem is Krisztus és a szentek érdemeiről van szó, hiszen azok mindenkor, a pápa közreműködése nélkül is, munkálják a belső ember számára a kegyelmet, a külső ember számára pedig a keresztet, a halált és a poklot.
59. Szent Lőrinc ugyan azt mondta, hogy az egyház kincse a szegények, de ő korának szokásos kifejezésével élt.
60. Nem vakmerőség kimondani, hogy az egyház kincse: az egyház kulcsai (melyeket Krisztus érdeméért kapott).
61. Világos ugyanis, hogy a bűnhődés elengedésére és a (meghatározott) esetekre (vonatkozóan) elegendő a pápának a saját hatalma.
62. Az egyház kincse valójában Isten dicsőségének és kegyelmének szent evangéliuma (örömhíre). De ezt méltán igen gyűlölik, mert elsőkből utolsókká tesz.
63. De ezt méltán igen gyűlölik, mert elsőkből utolsókká tesz.
64. A búcsúk kincsét viszont igen kedvelik, mert utolsókból elsőkké tesz.
65. Az evangélium kincse olyan háló, amellyel egykor az anyagi javak embereit halászták.
66. A búcsú kincse pedig olyan háló, amellyel ma az emberek anyagi javait halásszák.
67. A búcsú, amiről a búcsúhirdetők azt hirdetik, hogy a legnagyobb áldás, – valóban az, de a kereset szempontjából.
68. Valójában azonban a búcsú az Isten kegyelméhez és a kereszt jóságához mérten a legeslegkisebb dolog.
69. A püspökök és a lelkipásztorok (jogilag) kötelesek az apostoli búcsú hirdetőit teljes tisztelettel fogadni,
70. arra, hogy ezek ne a maguk álmait hirdessék a pápa megbízása helyett.
71. Aki az apostoli búcsú igazsága ellen szól, kiátkozást és gyalázatot érdemel,
72. de áldott, aki gondosan eljár a búcsúhirdető szavainak önkénye és önfejűsége ellen.
73. Ahogy a pápa is joggal sújt le villámával azokra, akik a búcsú ügyben bármi módon csalást követnek el,
74. de sokkal inkább készül villámával lesújtani azokra, akik a búcsúk ürügyén a szent szeretet és a való igazság kijátszásán mesterkednek.
75. Őrültség azt vélni, hogy a pápai búcsúk akkorák, hogy feloldozhatják az embert, még ha valaki képtelenséget mondva – az Istenszülő (Máriát) erőszakolta volna is meg.
76. Ellenkezőleg azt állítjuk, hogy a pápai búcsúk a vétkesség tekintetében a búcsú alá eső legkisebb bűnöket sem vehetik el.
77. Az a szóbeszéd, hogy maga Szent Péter sem adhatna nagyobb kegyelmet, ha ő volna most a pápa – káromlás Szent Péter és a pápa ellen.
78. Ellenkezőleg azt állítjuk, hogy neki is és bármelyik pápának is nagyobb erői vannak, tudniillik az evangélium, a gyógyítások kegyelmi ajándékai stb. 1Korinthus 12,9-10. szerint.
79. Káromlást szól, aki azt állítja, hogy a pápai címerrel ellátva felállított kereszt felér Krisztus keresztjével.
80. Számot fognak adni azok a püspökök, lelkészek és teológusok, akik tűrik, hogy ilyesmiket prédikáljanak a népnek.
81. A búcsúról való ilyen önkényes prédikálás azt eredményezi, hogy a tudós férfiaknak sem könnyű a pápa tekintélyét megvédeni a rágalmaktól, vagy éppen az egyszerű hívek fortélyos kérdéseitől.
82. Például: Miért nem üríti ki a pápa a purgatóriumot szentséges szeretetből és a lelkek oly nagy szüksége miatt, ami minden indíték közt a legigazságosabb – ha számtalan lelket kivált a (Szent Péter) bazilika építésére adott szennyes pénzért, ami igen jelentéktelen indíték erre?
83. Továbbá: Miért vannak még mindig halotti misék és évforduló ünnepek a lelkekért, és miért nem adják vissza, vagy miért nem engedik visszavenni a halottakért tett adományokat, ha a kiváltottakért való imádság immár a búcsúcédula révén feleslegessé és jogtalanná vált?
84. Továbbá: Miféle újfajta kegyelme Istennek és a pápának az, hogy megengedik, hogy egy istentelen és gonosz ember pénzért kiváltson egy kegyes és istenszerető lelket, viszont azt a kegyes és kedves lelket nem váltják ki ingyen szeretetből, saját rászorultsága miatt?
85. Továbbá: A bűnhődésre vonatkozó egyházjogi előírások ténylegesen és mint régóta nem alkalmazottak, magukban érvénytelenek és halottak. Miért történik a tőlük való mentesítés pénzzel, búcsúk engedélyezésével, mintha érvényesek és hatályosak volnának?
86. Továbbá: Miért nem építi föl a pápa – akinek vagyona ma felülmúlja a dúsgazdag (ókori) Crassusok kincsét is – Szent Péternek legalább azt az egy bazilikát inkább a maga pénzéből, mint szegény híveiéből?
87. Továbbá: Mit enged el vagy mit nyújt a pápa azoknak, akik a tökéletes töredelem által jogosultak a teljes elengedésre és (kegyelemben) részesítésre?
88. Továbbá: Miből lenne nagyobb haszna az egy háznak, mint abból, ha a pápa – amit most csak egyszer tesz meg – naponta százszor osztana elengedést és (kegyelemben) részesítést a hívek bármelyikének?
89. Mivel a pápa a lelkek üdvét inkább a búcsúk által keresi, mint a pénz által, miért szünteti meg a már régebben engedélyezett búcsúcédulákat és búcsúkat, mikor azok ugyanolyan hatásosak?
90. Ha az egyszerű híveknek aggályos érveit puszta hatalommal elnyomjuk és nem értelmes megválaszolással oldjuk fel, azzal az egyházat és a pápát ellenségeik előtt nevetségessé, a keresztyéneket pedig szerencsétlenné tesszük.
91. Ha tehát a búcsúkat a pápa lelkületének és gondolatának megfelelően hirdetnék, könnyű volna felelni mindezekre (a kérdésekre), sőt fel sem merülnének.
92. Távozzanak tehát azok a próféták, akik azt mondják Krisztus népének: „Béke, béke.” – de nincs béke! (Ezékiel 13,10.16).
93. Tegyék jól a dolgukat azok a próféták, akik azt mondják Krisztus népének: „Kereszt, kereszt!” – de nincs kereszt!
94. Buzdítsuk azért a keresztyéneket, hogy fejüket: Krisztust, bűnhődésen, halálon és poklon át is követni igyekezzenek,
95. és abban bízzanak, hogy inkább sok szorongattatáson át, mintsem a béke biztonságán át jutnak be a mennybe